# We Love Lloret
We Love Lloret – Der Party-Sommer unseres Lebens! ist eine deutsche Reality-Fernsehsendung, die zwischen dem 5. Juli und dem 9. August 2012 auf ProSieben ausgestrahlt wurde. Sie verfolgt in sechs Episoden den Partyurlaub von acht deutschen Jugendlichen aus dem Ruhrgebiet, die zur Zeit des Drehs zwischen 19 und 23 Jahren alt waren.

## Inhalt
Im spanischen Lloret de Mar feiern die Jugendlichen in lokalen Diskotheken und in ihrer Villa. Das Konzept stammt von der US-amerikanischen Reality-TV-Sendung Jersey Shore, welche aus sechs Staffeln besteht. Vom 31. Januar bis 21. Februar 2013 folgte die Fortsetzung der Sendung namens We Love Sölden, in der die um eine weitere Person erweiterte Gruppe einen Skiurlaub im österreichischen Skiort Sölden macht. 2016 folgte ein Bericht darüber, was aus den Protagonisten geworden war.

## Besetzung
| Spitzname                | Name     | Alter a | Heimatstadt | Beruf, Anmerkungen      |
| ------------------------ | -------- | ------- | ----------- | ----------------------- |
| Bauer                    | Vanessa  | 21      | Duisburg    | Privatier               |
| Ling-Ling                | Vanessa  | 21      | Duisburg    | Mutter                  |
| Leo                      | Leonie   | 21      | Essen       | Büroaushilfe            |
| Lory-Glory               | Laura    | 21      | Essen       | Friseurin               |
| Jerôme                   | Jerôme   | 23      | Duisburg    | Industriemechaniker     |
| Der Pole                 | Matthias | 22      | Bochum      | Bauarbeiter, Praktikant |
| Maikiboy                 | Maik     | 22      | Bergkamen   | Estrichleger, Barkeeper |
| Emilio Fernando Gonzalez | Tim      | 19      | Essen       | Bachelor                |

## Episoden

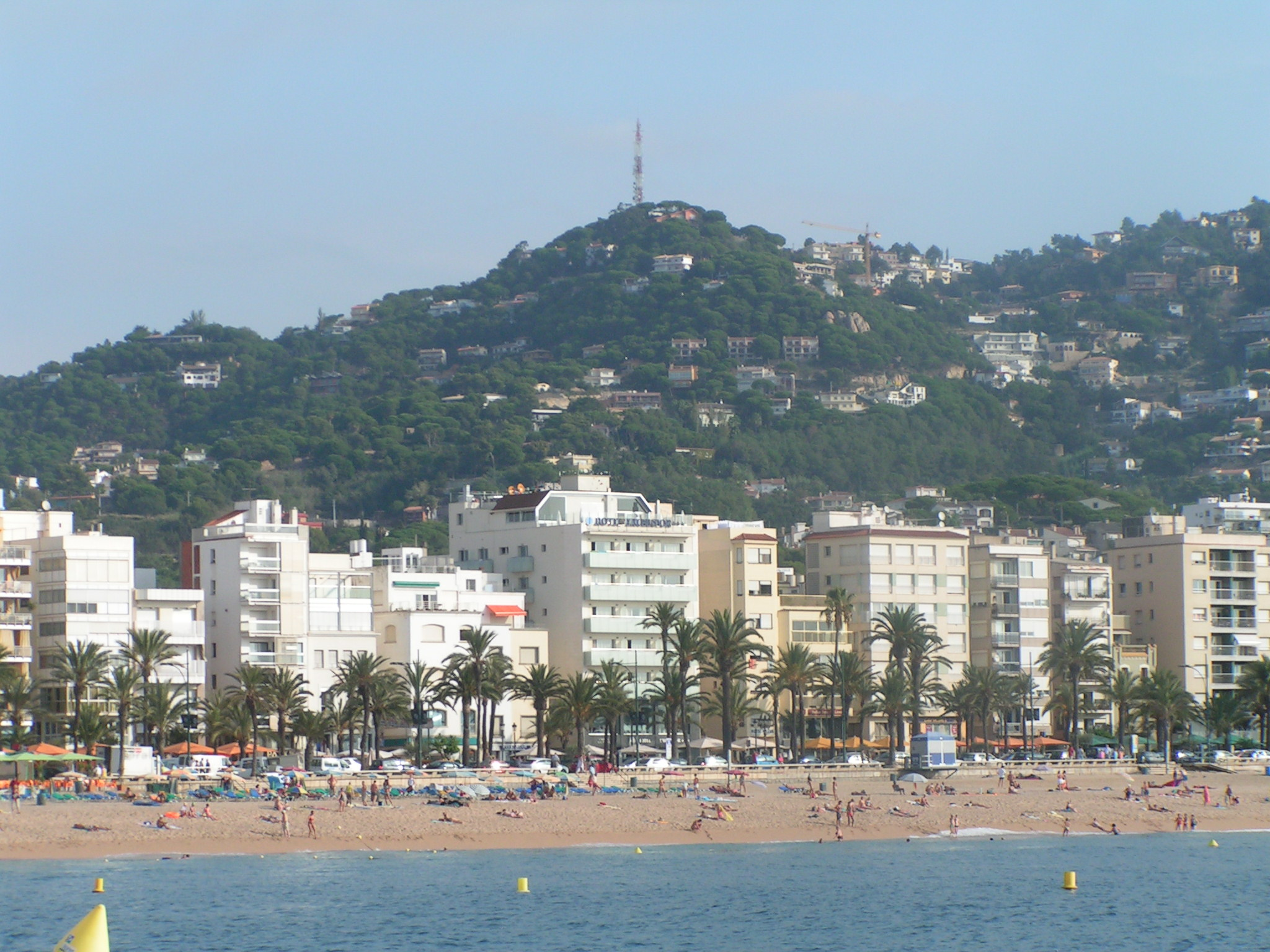
Lloret de Mar, der Handlungsort der Sendung

Die Sendung wurde in sechs Episoden vom 5. Juli bis 9. August 2012 auf ProSieben ausgestrahlt.
Episode 1 – Einzug in die Villa: Die acht Teilnehmer treffen nacheinander in der Finca Fiesta ein und begrüßen sich. Nach Komplikationen bei der Zimmeraufteilung und einem Nachmittag am Pool wird abends in der Partymeile von Lloret gefeiert.
Episode 2 – Der erste Arbeitstag: Emilio lässt sich, um Lory-Glory zu imponieren, die Haare blond färben. Jerôme und Leo werden vom selbsternannten „König von Lloret“, Don Francis, angeheuert, um Kunden in dessen Shisha-Bar zu bringen. Die Arbeit der beiden wird mit acht VIP-Pässen für alle Discos Llorets belohnt. Abends nutzen die acht die Pässe, um im Londoner zu feiern. Am nächsten Tag eskaliert bei Emilio der Alkoholkonsum und er muss sich übergeben.
Episode 3 – Pleiten, Pech und perverse Partys: Maikiboy, Emilio, Der Pole, und Jerôme arbeiten für Don Francis und putzen die Disko Londoner. Am Mittag lassen Leo und Maikiboy am Pool bei einem Striptease die Hüllen fallen. Maikiboy erleidet kurz darauf einen Sturz von der Treppe und wird ins Krankenhaus gebracht. Er hat jedoch keine größeren Verletzungen und feiert bereits am nächsten Tag bei einer Strand-Fiesta mit den anderen weiter.
Episode 4 – Die große Pool-Party: Die Episode beginnt damit, dass sich die Jungs und Mädchen gegenseitig Streiche spielen: BHs am Fahnenmast aufhängen oder sich gegenseitig mit Nutella beschmieren. Diesmal müssen Lory-Glory und Ling-Ling für Don Francis arbeiten: In einer Frittenbude müssen sie das Essen fertigmachen und servieren. Als Belohnung gibt es All-inclusive-Pässe für das Londoner, wo abends auch gehörig gefeiert wird. Emilio schlägt sich jedoch danach am Pool einen Zahn aus und muss am nächsten Morgen zum Zahnarzt, um einen Ersatz zu bekommen. Kurz darauf gehen alle zusammen zum Strand und laden andere Urlauber zu einer Poolparty ein. Diese wird ein großer Erfolg, obwohl gegen Ende die große Anzahl der Besucher mit einem Wasserschlauch verscheucht werden muss. Bei Emilio übernachten zwei Mädchen und auch Maikiboy hat die Handynummer einer Blondine bekommen.
Episode 5 – Das heiße Erotik-Shooting: Am Morgen nach der Pool-Party muss erst einmal die riesige Sauerei im und außerhalb vom Pool beseitigt werden. Für Emilio und den Polen ist es danach noch nicht getan – sie müssen bei Don Francis im Hotel Costa Brava als Animateure aushelfen. Diesmal gibt es als Belohnung ein professionelles Fotoshooting für die ganze Gruppe. Maikiboy bringt der Blondine vom Vortag ihr Kleid zurück, dass sie nass in der Finca Fiesta gelassen hat. Die beiden bleiben den ganzen Tag im Hotel. Für das Fotoshooting am Pool werden alle in Schale gesetzt und Leo macht sogar zur Freude der Jungs Oben-ohne-Bilder. Zum Abschluss des Tages werden Maikiboys Beine von Bauer durch Kaltwachsstreifen enthaart.
Episode 6 – Die letzte Party in Lloret: Das Finale der Serie beginnt mit einem gehobenen Abendessen. Den Abend verbringen die Jungs und Mädchen getrennt. Am nächsten Tag gehen Lory-Glory, Emilio, Leo und Bauer zum Bungee-Jumping. Am letzten Tag in Lloret feiert die Truppe zuerst Jerômes Geburtstag, bevor es zu einer letzten Partynacht in die Metropole geht. Am Morgen darauf nehmen die acht Ruhrpottler Abschied und fliegen zurück in ihre jeweiligen Heimatstädte.

## Rezeption
Nach der Ausstrahlung der Serie beschwerte sich die Stadtverwaltung von Lloret de Mar beim Produzenten Eyeworks Germany GmbH und bei ProSieben. Der stellvertretende Bürgermeister Jordi Orobitg kritisierte in der katalanischen Tageszeitung El Periódico de Catalunya, dass We Love Lloret  „[…] ein pervertiertes und verfälschtes Bild von Lloret [zeichne]“. Die Stadt ist schon seit einiger Zeit bemüht, das Image als Proleten-Sauf-Mekka loszuwerden. Ein Sprecher von ProSieben antwortete auf die Vorwürfe, dass „[die Sendung] eine liebevolle Partydoku, und kein Städteporträt“ sei.

### Kritiken
Die Serie stieß überwiegend auf negative Kritik und wurde als „Deutschlands schlechteste TV-Sendung“ bezeichnet. Als Grund für die negative Kritik wurde benannt, dass die Protagonisten „keine geeigneten Rollenvorbilder für junge Menschen“ seien und exzessiver Alkoholkonsum als „cool“ dargestellt werde. Insbesondere wurde eine Szene in der zweiten Episode, Der erste Arbeitstag, kritisiert, in der sich die Figur Emilio über sich selbst erbricht. Bei der Medienanstalt Berlin-Brandenburg sind mehrere Beschwerden über die Sendung eingegangen. Die Sendung war ab 16 Jahren freigegeben und durfte deshalb nur nach 22 Uhr ausgestrahlt werden. In der ProSieben-Mediathek konnten die Folgen jedoch rund um die Uhr angeschaut werden. Auf Anfrage teilte der ProSieben-Sprecher Christoph Körfer mit: „Wie alle Formate der Sendergruppe wurde auch jede einzelne Folge von We Love Lloret einer professionellen jugendschützerischen Einschätzung, u. a. hinsichtlich entwicklungsbeeinträchtigender Inhalte, unterzogen.“

### Einschaltquoten
Die Einschaltquoten lagen insgesamt bei vier von sechs Episoden unter dem Senderdurchschnitt von ProSieben.
| # | Titel                             | Premiere      | Zuschauer | Zuschauer | Marktanteil | Marktanteil |
| # | Titel                             | Premiere      | Ges.      | 14–49 J.  | Ges.        | 14–49 J.    |
| - | --------------------------------- | ------------- | --------- | --------- | ----------- | ----------- |
| 1 | Einzug in die Villa               | 05. Juli 2012 | 1,26 Mio. | 1,01 Mio. | 6,9 %       | 12,8 %      |
| 2 | Der erste Arbeitstag              | 12. Juli 2012 | 0,96 Mio. | –         | 5,1 %       | 10,0 %      |
| 3 | Pleiten, Pech und perverse Partys | 19. Juli 2012 | 1,12 Mio. | –         | 6,2 %       | 11,5 %      |
| 4 | Die große Pool-Party              | 26. Juli 2012 | 1,03 Mio. | –         | –           | 10,5 %      |
| 5 | Das heiße Erotik-Shooting         | 02. Aug. 2012 | 0,92 Mio. | 0,71 Mio. | 5,2 %       | 09,2 %      |
| 6 | Die letzte Party in Lloret        | 09. Aug. 2012 | 0,91 Mio. | 0,74 Mio. | 4,5 %       | 08,1 %      |